# Кубарьков, Андрей Васильевич
Андрей Васильевич Кубарьков (род. 25 августа 1993) — российский самбист из города Выкса, заслуженный мастер спорта России, 3-кратный чемпион России, 2-кратный чемпион мира, четырехкратный обладатель Кубка России, обладатель Кубка мира, бронзовый призёр Европейских игр 2019 года.

## Спортивные достижения
- Чемпионат России по самбо 2018 — ;
- Чемпионат России по самбо 2020 — ;
- Чемпионат России по самбо 2022 — ;
- Чемпионат России по самбо 2024 — ;
- Чемпионат России по самбо 2025 — ;
- Самбо на Всероссийской спартакиаде 2022 — ;

### Кубки России
- Кубок России по самбо 2014 — ;
- Кубок России по самбо 2016 — ;
- Кубок России по самбо 2019 — ;
- Кубок России по самбо 2021 — ;
- Кубок России по самбо 2023 — ;
- Кубок России по самбо 2024 — ;

## Семья
Женат на Кубарьковой Анне Алексеевне. В 2017 году у пары родилась дочь Ева. 